# Пісня Соломона (роман)
«Пісня Соломона» (англ. Song of Solomon) — третій роман афроамериканської письменниці Тоні Моррісон, приніс їй визнання та славу. Роман написаний 1977 року про життя Мейкона Деда III, на прізвисько Дояр, афроамериканського парубка із заможної родини, що мешкав у Мічиганському місті, дія розгортається у другій третині XX століття.
Номер 57 у Рейтингу 100 найкращих книг усіх часів журналу «Ньюсвік».
|  | "Пісня Соломона"... Це яскраво написаний текст, у якому сильною є авантюрна, пригодницька лінія, ще й з елементами фантастичного, діють чітко окресленні характери, є мелодраматична любовна лінія, наявний елемент містичности, таємничости, ще й орнаментований специфікою афроамериканської ґотичности. |

## Відзнаки
| В образі Дояра Деда, головного героя "Пісні Соломона", відображено одну з головних тем романів Тоні Моррісон — пошуки самого себе. Стуре Аллен. 1993. - У перший же рік свого існування (1977) роман отримав національну нагороду книжкових критиків (англ. NBCC). - Книга була обрана Опрою Вінфрі до свого популярного книжкового клубу. - Роман «Пісня Соломона» згадувався у презентаційній промові професора Стуре Аллена, секретаря Шведської Академії при нагородженні Тоні Моррісон у 1993 році Нобелівською премією з літератури. |

## Український переклад
У 2007 році роман «Пісня Соломона» був надрукований київським видавництвом Юніверс в рамках серії Лауреати Нобелівської премії. Переклав Король Олег. Загальний редактор видання Жук Зоя, художнє оформлення Міщук Катерини. Роман вийшов з післямовою Тамари Денисової.
Книга була видана за підтримки Відділу преси, освіти і культури Посольства США в Україні.